# David Suzuki
David Suzuki (Vancouver, Canadá, 24 de marzo de 1936) es un académico canadiense de origen japonés, locutor, científico y activista del medio ambiente. Suzuki obtuvo un doctorado en zoología de la Universidad de Chicago en 1961 y fue profesor en el departamento de genética de la Universidad de Columbia Británica desde 1963 hasta su jubilación en 2001. Desde mediados de 1970, Suzuki es conocido por sus series de televisión y radio y sus libros acerca de la naturaleza y el medio ambiente. También participa en un programa televisivo de divulgación científica en la cadena CBC Television, La Naturaleza de las Cosas, emitido en más de cuarenta naciones. También es bien conocido por criticar a los gobiernos por su falta de acción para proteger el medio ambiente.
Activista desde hace mucho tiempo para revertir el cambio climático global, Suzuki fue cofundador de la Fundación David Suzuki en 1990, también se desempeñó como director de la Asociación Canadiense de Libertades Civiles desde 1982 hasta 1987.
Es el padre de Severn Cullis-Suzuki (1979), mundialmente famosa por su activismo medioambiental desde la edad de 12 años.
Suzuki fue galardonado con el premio Right Livelihood Award en 2009.